# 达夫·库珀
阿尔弗雷德·达夫·库珀，第一代诺威奇子爵（英語：Alfred Duff Cooper, 1st Viscount Norwich，1890年2月22日—1954年1月1日）是一位英国保守黨政治家、外交官和军事历史学家，曾获得白獅勳章等多个荣誉。